# Platja del Rec del Molí
La platja del Rec del Molí és una platja del municipi de l'Escala (Alt Empordà). És la primera de les platges d'Empúries. Té una longitud de 377 metres i una superfície de 7.366 m² de sorra fina. A l'extrem més proper al puig del Pedró hi desemboca el Rec del Molí, procedent del riu Ter. Per aquest motiu, els primers 160 metres estan declarats no aptes per al bany, a partir d'aquesta zona senyalitzada hi ha un tram en què es permet l'accés de gossos, i la resta de la platja només per a banyistes.